# Warfare in the Skies
Warfare in the Skies è un cortometraggio muto del 1914 scritto e diretto da Frederick A. Thomson.

## Produzione
Il film fu prodotto dalla Vitagraph Company of America.

## Distribuzione
Distribuito dalla General Film Company, il film - un cortometraggio in due bobine - uscì nelle sale cinematografiche statunitensi il 4 agosto 1914.